# Cohors I Flavia Ulpia Hispanorum
Die Cohors I Flavia Ulpia Hispanorum [milliaria] [equitata] [civium Romanorum] (deutsch 1. Kohorte die Flavische die Ulpische der Hispanier [1000 Mann] [teilberitten] [der römischen Bürger]) war eine römische Auxiliareinheit. Sie ist durch Militärdiplome, Inschriften, Tesserae und Ziegelstempel belegt. In einigen Militärdiplomen und Inschriften wird sie als Cohors I Flavia Hispanorum bezeichnet, in anderen Diplomen und Inschriften als Cohors I Hispanorum.

## Namensbestandteile
- Cohors: Die Kohorte war eine Infanterieeinheit der Auxiliartruppen in der römischen Armee.

- I: Die römische Zahl steht für die Ordnungszahl die erste (lateinisch prima). Daher wird der Name dieser Militäreinheit als Cohors prima .. ausgesprochen.

- Flavia: die Flavische. Die Ehrenbezeichnung bezieht sich auf die flavischen Kaiser Vespasian, Titus und Domitian.[A 1]

- Ulpia: die Ulpische. Die Ehrenbezeichnung bezieht sich auf Kaiser Trajan, dessen vollständiger Name Marcus Ulpius Traianus lautet.[A 2]

- Hispanorum: der Hispanier. Die Soldaten der Kohorte wurden bei Aufstellung der Einheit auf dem Gebiet der römischen Provinz Hispania Tarraconensis rekrutiert.

- milliaria: 1000 Mann. Je nachdem, ob es sich um eine Infanterie-Kohorte (Cohors milliaria peditata) oder einen gemischten Verband aus Infanterie und Kavallerie (Cohors milliaria equitata) handelte, lag die Sollstärke der Einheit entweder bei 800 oder 1040 Mann. Der Zusatz kommt in den Militärdiplomen von 93 bis 164 und in mehreren Inschriften[3] vor. In zahlreichen Militärdiplomen, in Inschriften und bei den Ziegelstempeln wird statt milliaria das Zeichen {\displaystyle \infty } (bzw. der Buchstabe M) verwendet.

- equitata: teilberitten. Die Einheit war ein gemischter Verband aus Infanterie und Kavallerie. Der Zusatz kommt in zwei Inschriften[4] vor.

- civium Romanorum: der römischen Bürger. Den Soldaten der Einheit war das römische Bürgerrecht zu einem bestimmten Zeitpunkt verliehen worden. Für Soldaten, die nach diesem Zeitpunkt in die Einheit aufgenommen wurden, galt dies aber nicht. Sie erhielten das römische Bürgerrecht erst mit ihrem ehrenvollen Abschied (Honesta missio) nach 25 Dienstjahren. Der Zusatz kommt in einem Militärdiplom von 110 und in einer Inschrift[5] vor.[A 2]

Die Einheit war eine Cohors milliaria equitata. Die Sollstärke der Einheit lag daher bei 1040 Mann, bestehend aus 10 Centurien Infanterie mit jeweils 80 Mann sowie 8 Turmae Kavallerie mit jeweils 30 Reitern.

## Geschichte
Die Kohorte war in den Provinzen Moesia superior, Dacia und Dacia Porolissensis (in dieser Reihenfolge) stationiert. Sie ist auf Militärdiplomen für die Jahre 93 bis 164 n. Chr. aufgeführt.
Die Anfänge der Einheit sind umstritten; möglicherweise war sie in der zweiten Hälfte des 1. Jahrhunderts in Dalmatia stationiert. Der erste Nachweis in Moesia superior beruht auf zwei Diplomen, die auf 93 datiert sind. In den Diplomen wird die Kohorte als Teil der Truppen (siehe Römische Streitkräfte in Moesia) aufgeführt, die in der Provinz stationiert waren. Weitere Diplome, die auf 94 bis 103/105 datiert sind, belegen die Einheit in derselben Provinz.
Die Kohorte nahm an den Dakerkriegen Trajans teil; für ihre Leistungen erhielt sie Auszeichnungen. Der erste Nachweis der Einheit in Dacia beruht auf einem Meilenstein, der auf 107/108 datiert ist. Durch Diplome ist sie erstmals 110 in der Provinz nachgewiesen. In den Diplomen wird die Kohorte als Teil der Truppen (siehe Römische Streitkräfte in Dacia) aufgeführt, die in der Provinz stationiert waren. Ein weiteres Diplom, das auf 114 datiert ist, belegt die Einheit in derselben Provinz.
Der erste Nachweis der Einheit in Dacia Porolissensis beruht auf einem Diplom, das auf 123 datiert ist. Weitere Diplome, die auf 128 bis 164 datiert sind, belegen die Einheit in derselben Provinz.

## Standorte
Standorte der Einheit in Dacia Porolissensis waren möglicherweise:
| - Kastell Buciumi: zwei Tesserae wurden hier gefunden. | - Kastell Orheiu Bistriței: Ziegel mit dem Stempel der Einheit wurden hier gefunden. |

Ziegel mit dem Stempel der Einheit wurden bei Golubac und Kostolac gefunden.

## Angehörige der Kohorte
Folgende Angehörige der Kohorte sind bekannt.

### Kommandeure
| - [?], ein Präfekt (CIL 3, 14619) - Gaius Mammius Salutaris: er wird auf dem Diplom von 101 als Kommandeur genannt. - Gaius Vibius Celer Papirius Rufus, ein Tribun | - Lucius Paconius Proculus, ein Präfekt - Quintus Attius Priscus, ein Präfekt (CIL 5, 7425) |

### Sonstige
| - Gaius, ein Optio (AE 1905, 16) - Lucius Turanus, ein Centurio (ILD 00646) - M(arcus) Antonius Esumnus, ein Fußsoldat: das Diplom von 101 wurde für ihn ausgestellt. - Quintus (ILD 00644) | - Severinus, ein Centurio (ILD 00644) - Val(erius) Eumen[is], ein Centurio (ILD 00640) - Valerius Valer[i]anus, ein Reiter und Librarius (AE 1891, 48) |